# Capitã Altamira
Altamira Pereira Valadares, mais conhecida como Capitã Altamira (Batatais, 15 de julho de 1910 - Março de 2004), foi uma militar e enfermeira brasileira.

## História

### Antes da II Guerra Mundial
Filha de José Pereira Júnior e Maria Carolina Pereira, Altamira nasceu em Batatais, interior de São Paulo em 15 de julho de 1910.
Como Enfermeira foi diplomada pela Escola Ana Néri e, antes de ir a guerra, teve 14 anos de experiência no exercício desta profissão, trabalhando no Quadro Especial do Ministério de Educação e Saúde. Possuía, ainda, o diploma do Curso Complementar de Guerra, pela Cruz Vermelha Brasileira e o Diploma do Curso de Emergência de Enfermeiras da Reserva do Exército (CEERE).

### II Guerra Mundial
Partiu para a II Guerra Mundial em 4 de agosto de 1944, com o 2º Grupo da FEB (Força Expedicionária Brasileira), indo para o Front Italiano. Na Guerra, teve atuação constante, e serviu nos seguintes Hospitais de Sangue Norte-Americanos, na Itália, quase todos nas Salas de Operações:
- 105th Station Hospital, em Cevitavecchia;
- 64th General Hospital, em Ardenza;
- 38th Evacuation Hospital, em Cecina – S. Luce, Pisa, Marzabotto, Parola e Salsomaggiore;
- 24th General Hospital, em Florença;
- 16th Evacuation Hospital, em Pistóia;
- 15th Evacuation Hospital, em Corvela;
- 32nd Field Hospital, Valdibura, como instrumentadora da equipe “B”.

Regressou ao Brasil apenas em 16 de julho de 1945, via aérea com o penúltimo Grupo da FEB, tendo servido oficialmente por 11 meses e 12 dias na II Guerra Mundial, e sendo sua missão considerada: cumprida com êxito.

### Pós II Guerra
Altamira foi reformada em 2 de junho de 1949, no posto de Capitão por incapacidade para o serviço sendo diagnosticada com psiconeurose de guerra. Recebeu as seguintes condecorações: Medalha de Guerra e Campanha - Exército Brasileiro; Bons Serviços - Cruz Vermelha Brasileira e Mascarenhas de Moraes – Associação Nacional dos Veteranos da Força Expedicionária Brasileira.

### Centro de Documentação Histórica da II Guerra Mundial
O Centro de Documentação Histórica – Pesquisa II Guerra Mundial "Capitã Altamira Pereira Valadares" (1939/1945) constitui um espaço de memória organizado pela Cap Altamira Pereira Valadares, enfermeira batataense da Força Expedicionária Brasileira, que desde a sua participação na guerra, se dedicou à coleção de fotografias, documentos, livros e objetos relacionados à história da II Guerra Mundial, para formar um local de pesquisa e documentação em Batatais.
Segundo palavras da Cap. Altamira, não se trata de um Museu e sim de um Centro de Documentação com objetos que comprovam os fatos, visando a história e a verdade.
O acervo do Centro de Documentação é composto por fardas e documentos dos pracinhas, uniformes de campanha e de gala das enfermeiras, marmitas, cantis, talheres, botas, sapatos, galochas, objetos de primeiros socorros, medalhas, documentos e fotografias das enfermeiras, além de inúmeras fotografias, souvenires e publicações (livros, revistas e jornais) sobre a Segunda Guerra Mundial e a Força Expedicionária Brasileira. Há também uma Exposição Itinerante da Segunda Guerra, com pastas de documentos e fotografias organizado e doado pela sucessora da enfermeira, Ivete Pereira Lavagnoli de Montanha.
Todo este material constitui uma fonte de pesquisa extensa e muito detalhada sobre este trágico fato histórico mundial, com riqueza de informações contidas nos relatos diários da própria Cap Altamira e nas milhares de fotografias, grande parte com identificação. A primeira exposição oficial do acervo foi no Tiro de Guerra de Batatais, durante a Semana da Pátria, em 1967.
Entre os anos de 1973 e 1976, o acervo ficou guardado no porão do Teatro Municipal Fausto Bellini Degani, em término de construção. O acervo do Centro de Documentação também ficou por um período no salão do Colégio São José, sendo transferido para o Museu Histórico e Pedagógico Dr. Washington Luis.
Em março de 1988, a Cap Altamira recebeu do então prefeito municipal Geraldo Marinheiro, a chave do salão para abrigar o acervo na recém inaugurada Casa da Cultura, porém, após alguns anos, o acervo foi levado para a residência da Cap Altamira, na Travessa Ângelo Caroli Filho, 95.
Após sucessivas mudanças do acervo, no dia 10 de junho de 1993, o Centro de Documentação recebeu concessão para a construção de uma sede própria anexa ao Tiro de Guerra TG 02-047. O lançamento da “Pedra Fundamental” ocorreu em agosto de 1993.
Construída com os recursos da Cap Altamira, a sede definitiva do Centro de Documentação foi inaugurada no dia 06 de Maio de 1994. Em Junho de 2001, o Centro de Documentação foi doado para a Prefeitura, que tem a responsabilidade administrativa e o Tiro de Guerra a responsabilidade de guarda e proteção do acervo.

### Falecimento e legado
Em Março de 2004 a Cap Altamira faleceu, deixando como sua sucessora a sobrinha Ivete Pereira Lavagnoli de Montanha. Em parceria com o poder público municipal e o Tiro de Guerra de Batatais, sob a instrução do Sargento Edivo, iniciou em 2007 as obras de reforma do Centro de Documentação e nova organização museográfica, inaugurada no dia 17 de Maio de 2008.
Atualmente, o Centro de Documentação desenvolve projetos de formação de monitores para as visitas direcionadas e a próxima meta é desenvolver um trabalho de educação patrimonial em conjunto com as escolas do município na apropriação do Patrimônio Histórico do Centro de Documentação Histórica – Pesquisa II Guerra Mundial, como fonte primária de conhecimento e aprendizado, a ser utilizado e explorado na educação dos alunos e como instrumento de motivação, individual e coletiva, para a prática da cidadania e o estabelecimento de um diálogo enriquecedor entre as gerações.
Postumamente a Capitã foi promovida ao posto de 1ª Tenente Enfermeira.

## Formações[5]
- Enfermagem - Escola Ana Neri
- Curso Complementar de Guerra - Cruz Vermelha Brasileira
- Curso de Emergência de Enfermeiras da Reserva do Exército (CEERE)

## Condecorações e medalhas[6]
- Medalha de Guerra e Campanha - Exército Brasileiro
- Medalha por Bons Serviços - Cruz Vermelha Brasileira
- Medalha Mascarenhas de Moraes – Associação Nacional dos Veteranos da Força Expedicionária Brasileira